# Karabin maszynowy PK/PKM

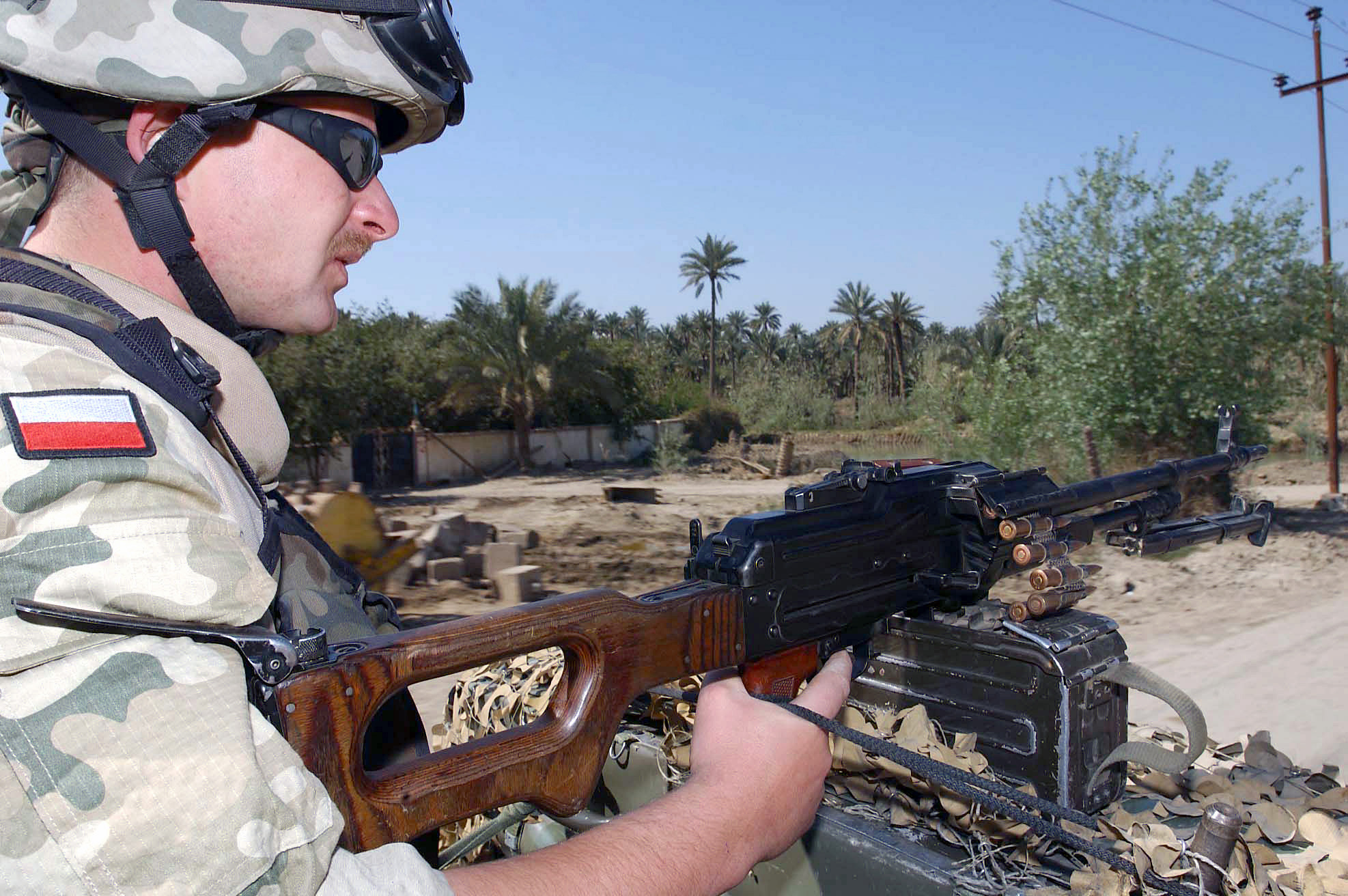
Żołnierz Wojska Polskiego uzbrojony w karabin maszynowy PKM podczas patrolu w Iraku

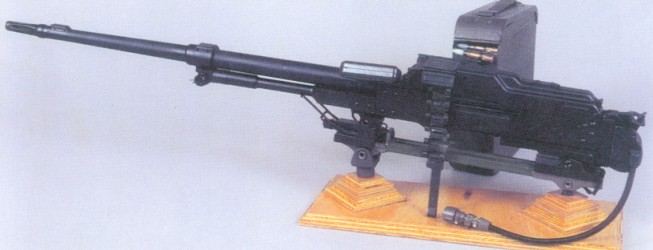
Czołgowy karabin maszynowy PKT

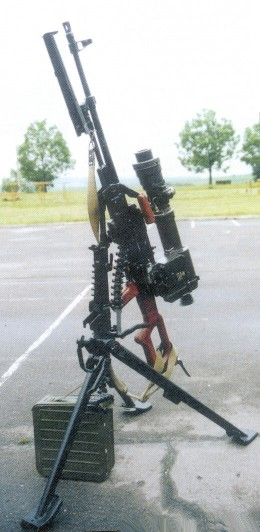
Karabin maszynowy PKMSN

7,62 mm km PK/PKM (ros. Пулемёт Калашникова, Puliemiot Kałasznikowa) – radziecki uniwersalny karabin maszynowy kalibru 7,62 × 54 mm R, produkowany w dwóch generacjach: podstawowej PK i zmodernizowanej PKM. W wersjach na podstawie trójnożnej nosi dodatkowe oznaczenie literą S.

## Historia konstrukcji
Karabin maszynowy PK powstał w biurze konstrukcyjnym Michaiła T. Kałasznikowa. Nowy karabin miał zastąpić wszystkie znajdujące się na uzbrojeniu Armii Radzieckiej ciężkie i ręczne karabiny maszynowe. Karabin został przyjęty do uzbrojenia w roku 1961. Jednocześnie z karabinem przyjęto do uzbrojenia trójnożną podstawę 6T2 konstrukcji Samożenkowa. W wersji na podstawie trójnożnej broń otrzymała oznaczenie PKS (пулемёт Калашникова станковый, puliemiot Kałasznikowa stankowyj). W następnych latach nowy karabin stał się podstawowym karabinem maszynowym armii państw Układu Warszawskiego. W 1969 roku broń została zmodernizowana – model PKM. Zmiany konstrukcyjne miały na celu zmniejszenie masy. Osiągnięto to poprzez szerokie zastosowanie przy produkcji technologii tłoczenia. Karabin PKM/PKMS ('Puliemiot Kałasznikowa Modernizirowannyj/Puliemiot Kałasznikowa Modernizirowannyj Stankowyj) różni się od PK/PKS budową niektórych zespołów, przy czym automatyka broni działa na niezmienionej zasadzie. Zastosowano lżejszą lufę (bez żeber) i nowy tłumik płomieni. Pokrywę komory zamkowej i osłonę donośnika zaczęto tłoczyć z cieńszej blachy. Aby zachować sztywność pojawiły się na nich charakterystyczne przetłoczenia. Kolbę wyposażono w oporę naramienną ułatwiającą strzelanie z dwójnogu. W następnych latach pojawiła się wersja PKMN/PKMSN, wyposażona w podstawę do mocowania celownika nocnego PPN-3. Wprowadzono także nową podstawę trójnożną 6T5 skonstruowaną przez Stiepanowa.
W Polsce PK/PKS został przyjęty na uzbrojenie w połowie lat sześćdziesiątych. Od 1968 roku był produkowany na licencji w wersjach PK, PKT i PKS (od 1969) przez Fabrykę Wyrobów Precyzyjnych W7 Zakładów Przemysłu Metalowego „H. Cegielski”, a podstawy 6T2 dla PKS produkowała Wifama w Łodzi. Od 1974 roku produkowano wersję PKM, a od kolejnego roku PKMS, z importowaną podstawą. Produkcję karabinów maszynowych tej rodziny zakończono w Poznaniu w 1999 roku, po czym urządzenia i dokumentację przekazano do Zakładów Mechanicznych Tarnów. Polską wersją rozwojową PKM stał się UKM-2000 na naboje standardu NATO, który produkowano od 2005 roku w Tarnowie.

## Pochodne PK/PKM
- PKT – w roku 1962 do uzbrojenia przyjęto pochodną PK, czołgowy karabin maszynowy PKT (пулемёт Калашникова танковый, pulemiot Kalasznikowa tankowyj). PKT posiada dłuższą lufę o grubszych ściankach oraz zamknięty regulator gazowy. Karabin wyposażono w elektrospust. Zasilanie zapewnia taśma o pojemności 250 naboi[2]. Donośność maksymalna PKT wynosi ok. 3800 m, a skuteczna ok. 1000 m.
- PKM-NATO – na początku lat 90. w Zakładach Cegielskiego w Poznaniu prowadzono prace nad przystosowaniem ukm-u PKM do zasilania NATOwską amunicją 7,62 × 51 mm. Rezultatem prac był prototyp oznaczony PKM-NATO z 1995 roku[1]. Przekonstruowano lufę (odmienne wymiary komory nabojowej), suwadło, podstawę donośnika, zamek i wyrzutnik. Przekonstruowano także taśmę nabojową. Zmiany konstrukcyjne części są minimalne. Prototyp badano w 1997 roku. Broni nie wprowadzono do produkcji, między innymi z uwagi na pozostawienie taśmy amunicyjnej niezgodnej ze standardami NATO[1].
- PKP Pieczenieg – rosyjskie rozwinięcie karabinu PKM, przeznaczone dla jednostek Specnazu i WDW. PKP jest standardowym karabinem PKM pozbawionym możliwości szybkiej wymiany lufy (broń dzięki lepszemu chłodzeniu pozwala na oddanie 600 strz./min bez obawy jej uszkodzenia), zaopatrzonym w stały dwójnóg montowany bliżej wylotu lufy i bardziej efektywny tłumik płomienia. Broń przystosowana jest do amunicji 7,62 × 54 mm R. W produkcji od 2001 roku.
- UKM-2000 – polski uniwersalny karabin maszynowy na naboje 7,62 × 51 mm NATO, produkowany od 2005 roku[1].

## Opis konstrukcji
Karabin maszynowy PK/PKS jest zespołową bronią samoczynną. Zasada działania oparta na odprowadzaniu gazów prochowych przez boczny otwór w lufie. Ryglowanie przez obrót zamka. Mechanizm spustowy umożliwia tylko ogień ciągły. Zasilanie taśmowe (początkowo stosowano taśmę ciągłą, później segmentową składającą się z odcinków po 50 naboi). Jeśli karabin jest używany jako rkm, taśma o pojemności stu naboi jest przechowywana w blaszanej skrzynce amunicyjnej przyłączonej pod komorą zamkową broni. Jako ckm karabin jest używany z taśmą o pojemności 200 naboi (skrzynka amunicyjna jest w takim przypadku ustawiana obok broni). Karabin posiada lufę szybkowymienną, zakończoną szczelinowym tłumikiem płomienia. Przyrządy celownicze składają się z muszki stałej i nastawnego celownika krzywiznowego. Wersja PKMN/PKMSN posiada podstawę pod celownik noktowizyjny PPN-3.

### Wersje karabinu PKMS
- PKMSP – wyposażony w podświetlone trytowymi źródłami światła mechaniczne przyrządy celownicze
- PKMSN – wyposażony we wspornik do mocowania celownika i celownik noktowizyjny PPN-3 lub inny (np. PCS-5)
- PKMSNP – wyposażony w podświetlane przyrządy celownicze i celownik noktowizyjny

## Dane taktyczno-techniczne

### karabinu maszynowego
| Wzór                                              | PK        | PKM       | PKT     |
| ------------------------------------------------- | --------- | --------- | ------- |
| Masa karabinu (kg)                                | 9,0       | 7,5       | 10,5    |
| Masa lufy (kg)                                    | 2,6       | 2,4       | 3,23    |
| Długość karabinu (mm)                             | 1173      | 1196      | 1098    |
| Długość lufy (bez tłumika płomienia) (mm)         | 605       | 605       | 722     |
| Prędkość początkowa pocisku (m/s)                 | 825       | 825       | 855     |
| Szybkostrzelność teoretyczna (strz./min)          | 650       | 650       | 700     |
| Szybkostrzelność praktyczna (strz./min)           | 250       | 250       | 250     |
| Masa skrzynki amunicyjnej ze 100/200/250 nabojami | 3,9/8,0/- | 3,9/8,0/- | -/-/9,4 |

### podstawy
| Wzór                                 | 6T2           | 6T5           |
| ------------------------------------ | ------------- | ------------- |
| Masa (kg)                            | 7,5           | 4,5           |
| Kąt ostrzału w płaszczyźnie pionowej | od -15 do +15 | od -10 do +20 |